# The Last in Line (Dio-dal)
A The Last in Line az amerikai Dio heavy metal zenekar harmadik kislemeze. A kislemez Spanyolországban és Hollandiában jelent meg.
Készült egy speciális kiadás is, a Pinkpop '84 fesztiválra, melynek borítója azonos volt a zenekar
előző kislemezének, a Rainbow in the Dark borítójával.
Az amerikai US Mainstream Rock Tracks kislemezlistán a 10. helyig jutott.